# Bageshwar (miasto)
Bageshwar (hindi: बागेश्वर) – miasto w północnych Indiach w stanie Uttarakhand, na pogórzu Himalajów Wysokich.
Populacja miasta w 2001 roku wynosiła 7803 mieszkańców.